# 斯洛伐克奧林匹克和體育委員會
斯洛伐克奧林匹克和體育委員會是斯洛伐克的國家奧林匹克委員會。該組織成立於1992年成立。1994年，首次派員參加在挪威利勒哈默爾舉行的冬季奧運會。
現時，斯洛伐克奧林匹克和體育委員會的總部設在首都布拉迪斯拉發，主席是Anton Siekel。

## 資料來源
1. ↑  .   [2014-06-26]. （原始内容存档于2009-02-20）.